# Piłka ręczna na Letnich Igrzyskach Olimpijskich 2008 – składy mężczyzn
Składy drużyn w piłce ręcznej mężczyzn na turniej olimpijski - Pekin 2008, który odbędzie się w dniach 10-24 sierpnia 2008 roku.

## Brazylia
Kadra Brazylii na Igrzyska Olimpijskie, Pekin 2008 
Trener:  Jordi Ribera

## Chiny
Kadra Chin na Igrzyska Olimpijskie, Pekin 2008 
Trener:  Yan Weiming

## Chorwacja
Kadra Chorwacji na Igrzyska Olimpijskie, Pekin 2008 
Trener:  Lino Červar

## Dania
Kadra Danii na Igrzyska Olimpijskie, Pekin 2008 
Trener:  Ulrik Wilbek

## Egipt
Kadra Egiptu na Igrzyska Olimpijskie, Pekin 2008 
Trener:  Irfan Smajlagić

## Francja
Kadra Francji na Igrzyska Olimpijskie, Pekin 2008 
Trener:  Claude Onesta

## Hiszpania
Kadra Hiszpanii na Igrzyska Olimpijskie, Pekin 2008 
Trener:  Juan Carlos Pastor

## Islandia
Kadra Islandii na Igrzyska Olimpijskie, Pekin 2008 
Trener:  Guðmundur Guðmundsson

## Korea Południowa
Kadra Korei Południowej na Igrzyska Olimpijskie, Pekin 2008 
Trener:  Chun Kim-tae

## Niemcy
Kadra Niemiec na Igrzyska Olimpijskie, Pekin 2008 
Trener:  Heiner Brand

## Polska
Kadra Polska na Igrzyska Olimpijskie, Pekin 2008 
Trener:  Bogdan Wenta

## Rosja
Kadra Rosji na Igrzyska Olimpijskie, Pekin 2008 
Trener:  Wałdimir Maksimow